# The Sea and Cake (musikalbum)
The Sea and Cake är det självbetitlade debutalbumet av The Sea and Cake, utgivet 1994.

## Låtlista
1. "Jacking the Ball" – 3:50
2. "Polio" – 5:24
3. "Bring My Car I Feel to Smash It" – 4:25
4. "Flat Lay the Waters" – 4:51
5. "Choice Blanket" – 5:10
6. "Culabra Cut" – 3:02
7. "Bombay" – 3:59
8. "Showboat Angel" – 4:37
9. "So Long to the Captain" – 5:04
10. "Lost in Autumn" – 4:37